# Under dagen
|  | Denne artikel er oprettet af botten PalnaBot ud fra en ekstern database. Den kan derfor have sproglige fejl eller mangler. Denne skabelon kan fjernes efter kontrol af indholdet. |

Under dagen er en kortfilm fra 2000 instrueret af Julie Bille efter manuskript af Julie Bille.

## Handling
En dreng trækkes ned i gennem stuegulvet og forføres ind i et eventyrligt univers, hvor dyr græder, kaktusser angriber ham, slimede krybdyr kravler ud af appelsiner og små bitte pigebørn holdes fanget i en krukke...